# Riccardo Orsolini
Riccardo Orsolini (sinh ngày 24 tháng 1 năm 1997) là một cầu thủ bóng đá chuyên nghiệp người Ý chơi ở vị trí tiền vệ cánh cho câu lạc bộ Serie A Bologna và Đội tuyển bóng đá quốc gia Ý.

## Sự nghiệp câu lạc bộ
Orsolini là sản phẩm của học viện thanh thiếu niên Ascoli. Anh có trận ra mắt đội một trong mùa giải 2015–16 ở Serie B, có 9 lần ra sân trong giải đấu.
Vào ngày 30 tháng 1 năm 2017, Orsolini gia nhập Juventus theo hợp đồng có thời hạn đến tháng 6 năm 2021, với mức phí 6 triệu euro, cộng thêm 4 triệu euro phụ thuộc vào một số điều kiện nhất định.. Tuy nhiên Orsolini vẫn ở lại Ascoli Piceno cho đến cuối mùa giải.
Vào ngày 14 tháng 7 năm 2017, Orsolini gia nhập Atalanta dưới dạng cho mượn hai năm.
Orsolini chuyển trở lại Juventus và sau đó được cho mượn đến Bologna F.C. 1909 vào tháng 1 năm 2018 sau khi chỉ ra sân thay người cho Atalanta. Khoản cho mượn trong 18 tháng với quyền chọn mua. Vào ngày 19 tháng 6 năm 2019, Orsolini ký hợp đồng với Bologna và ký hợp đồng vĩnh viễn với câu lạc bộ.

## Thống kê sự nghiệp

### Câu lạc bộ
Tính đến ngày 15 tháng 3 năm 2024
| Club            | Season       | League       | League | League | Coppa Italia | Coppa Italia | Europe | Europe | Total | Total |
| Club            | Season       | Division     | Apps   | Goals  | Apps         | Goals        | Apps   | Goals  | Apps  | Goals |
| --------------- | ------------ | ------------ | ------ | ------ | ------------ | ------------ | ------ | ------ | ----- | ----- |
| Ascoli          | 2015–16      | Serie B      | 9      | 0      | 0            | 0            | —      | —      | 9     | 0     |
| Ascoli          | 2016–17      | Serie B      | 41     | 8      | 1            | 0            | —      | —      | 42    | 8     |
| Ascoli          | Total        | Total        | 50     | 8      | 1            | 0            | —      | —      | 51    | 8     |
| Atalanta (loan) | 2017–18      | Serie A      | 8      | 0      | 1            | 0            | 1      | 0      | 10    | 0     |
| Bologna (loan)  | 2017–18      | Serie A      | 8      | 0      | 0            | 0            | —      | —      | 8     | 0     |
| Bologna (loan)  | 2018–19      | Serie A      | 35     | 8      | 2            | 2            | —      | —      | 37    | 10    |
| Bologna (loan)  | Total        | Total        | 43     | 8      | 2            | 2            | —      | —      | 45    | 10    |
| Bologna         | 2019–20      | Serie A      | 37     | 8      | 2            | 1            | —      | —      | 39    | 9     |
| Bologna         | 2020–21      | Serie A      | 34     | 7      | 2            | 2            | —      | —      | 36    | 9     |
| Bologna         | 2021–22      | Serie A      | 29     | 6      | 1            | 1            | —      | —      | 30    | 7     |
| Bologna         | 2022–23      | Serie A      | 32     | 11     | 2            | 0            | —      | —      | 34    | 11    |
| Bologna         | 2023–24      | Serie A      | 25     | 9      | 1            | 0            | —      | —      | 26    | 9     |
| Bologna         | Total        | Total        | 157    | 41     | 8            | 4            | —      | —      | 165   | 45    |
| Career total    | Career total | Career total | 258    | 57     | 12           | 6            | 1      | 0      | 270   | 63    |

1. ↑  Appearance in UEFA Europa League

### Quốc tế
Tính đến ngày 24 tháng 3 năm 2024
| Đội tuyển quốc gia | Năm       | Trận | Bàn |
| ------------------ | --------- | ---- | --- |
| Ý                  | 2019      | 1    | 1   |
| Ý                  | 2020      | 1    | 1   |
| Ý                  | 2023      | 3    | 0   |
| Ý                  | 2024      | 1    | 0   |
| Tổng cộng          | Tổng cộng | 6    | 2   |

Bàn thắng và kết quả của Ý được để trước.
| # | Ngày                 | Địa điểm                                           | Số trận | Đối thủ | Bàn thắng | Kết quả | Giải đấu                 |
| - | -------------------- | -------------------------------------------------- | ------- | ------- | --------- | ------- | ------------------------ |
| 1 | 18 tháng 11 năm 2019 | Sân vận động Renzo Barbera, Palermo, Ý             | 1       | Armenia | 8–0       | 9–1     | Vòng loại UEFA Euro 2020 |
| 2 | 11 tháng 11 năm 2020 | Sân vận động Comunale Artemio Franchi, Florence, Ý | 2       | Estonia | 4–0       | 4–0     | Giao hữu                 |